# Сверкающие сёдла
«Сверкающие сёдла» — постмодернистская чёрная комедия, пародия на вестерн, снятая в 1974 году Мелом Бруксом с участием обычных актёров его труппы. По заключению Американского института кино, входит в число лучших комедий в истории Голливуда.

## Сюжет
Железнодорожная компания, за которой стоит Хедли Ламарр, генеральный прокурор штата и помощник губернатора, тянет новую ветку, но натыкается на зыбучие пески. Прораб Таггарт предлагает их обойти через маленький городок Рок-Ридж (Rock Ridge — «Скалистый хребет»), снеся его до основания и выгнав жителей (поголовно носящих фамилию Джонсон). Ламарр добивается разрешения у похотливого губернатора, а чтобы всё выглядело законно и по просьбе жителей, взамен убитого бандой Таггарта шерифа в город посылают нового — железнодорожного рабочего Барта. Ламарр рассчитывает, что горожане возненавидят того, так как он — чёрный, и быстрее сбегут из города. Но Барт справляется с испытаниями с помощью друзей — спившегося ганфайтера Малыша Уэйко и рабочих компании, а также горожан, в конце убивая Ламарра, которому не помогли достичь цели и самые отъявленные злодеи.

## В ролях
- Кливон Литтл — шериф Барт
- Джин Уайлдер — Джим, «Малыш Уэйко»
- Харви Корман — Хедли Ламарр
- Слим Пикенс — Таггарт
- Мел Брукс — губернатор Уильям Дж. Ле Петомэйн / вождь индейцев, говорящий на идише
- Мэдлин Кан — Лили фон Штупп, шансоньетка
- Бёртон Гиллиам — Лайл
- Лиам Данн — преподобный Джонсон
- Джордж Фёрт — Вэн Джонсон
- Джон Хиллерман — Ховард Джонсон
- Дэвид Хаддлстон — Олсон Джонсон
- Джек Старретт — Гэбби Джонсон[5][6]
- Алекс Каррас — Монго
- Дом Делуиз — Бадди Бизарр
- Роберт Риджли[англ.] — палач Борис

## Награды
- Номинации на премию «Оскар» за лучшую женскую роль второго плана (Мэдлин Кан), лучший монтаж и лучшую песню.

### Последующее признание
- 100 самых смешных американских фильмов за 100 лет по версии AFI (2000) — 6-е место
- Национальный реестр фильмов (2006)

## Русское озвучивание
- В конце 1980-х годов в СССР фильм распространялся на «пиратских» видеокассетах в переводе А. Михалёва. Позже компания «Премьер Видео Фильм» переиздала ленту в 2003 году.